# Gare de Sahki Ahmed
La gare de Sahki Ahmed est une gare ferroviaire algérienne située sur le territoire de la commune de Salah Bouchaour, dans la wilaya de Skikda.

## Situation ferroviaire
La gare est située dans la localité de Sahki Ahmed, au nord de la commune de Salah Bouchaour, sur la ligne d'Alger à Skikda où elle est précédée de la gare de Salah Bouchaour et suivie de celle de Ramdane Djamel.

## Service des voyageurs

### Desserte
La gare de Sahki Ahmed est desservie par les trains régionaux des liaisons :
- Constantine - Skikda[1] ;
- Constantine - Jijel[2].